# Kale Culley
Kale Brady Culley (* 17. Mai 2005) ist ein US-amerikanischer Schauspieler.

## Leben
Culley wuchs gemeinsam mit einem älteren Bruder und einer Schwester auf. Mit sechs Jahren entdeckte er seine Vorliebe für das Schauspiel für sich. Erste Erfahrungen als Schauspieler sammelte er in einem Werbespot für Shell. Er debütierte 2015 im Kurzfilm World Peace als Schauspieler. 2016 folgte eine weitere Besetzung im Kurzfilm The Guys. 2017 stellte er im Drama 6 Below – Verschollen im Schnee den jungen Éric LeMarque dar. In den nächsten Jahren folgten Besetzungen in verschiedenen US-amerikanischen Fernsehserien wie Fresh Off the Boat, Black-ish, Henry Danger, The Romanoffs, Navy CIS oder Sydney to the Max. Von 2021 bis 2024 verkörperte er in der Fernsehserie Walker in insgesamt 68 Episoden die Rolle des August Walker.

## Filmografie (Auswahl)
- 2015: World Peace (Kurzfilm)
- 2016: The Guys (Kurzfilm)
- 2017: 6 Below – Verschollen im Schnee (6 Below: Miracle on the Mountain)
- 2017–2018: Me, Myself and I (Fernsehserie, 2 Episoden)
- 2018: Fresh Off the Boat (Fernsehserie, Episode 4x15)
- 2018: Black-ish (Fernsehserie, 2 Episoden)
- 2018: Henry Danger (Fernsehserie, 2 Episoden)
- 2018: Stop the Bleeding! (Fernsehserie, Episode 8x05)
- 2018: The Romanoffs (Fernsehserie, Episode 1x05)
- 2019: Peel
- 2019: Navy CIS (NCIS, Fernsehserie, Episode 17x07)
- 2020: Sydney to the Max (Fernsehserie, Episode 2x13)
- 2021–2024: Walker (Fernsehserie, 68 Episoden)